# Homosexutredningen
Homosexutredningen, egentligen Utredningen om homosexuellas situation i samhället (S 1977:21), med slutbetänkandet Homosexuella och samhället i SOU 1984:63, var en svensk statlig utredning som pågick mellan 1978 och 1984. Dess uppdrag var att hitta "eventuell kvarvarande diskriminering" i den svenska lagstiftningen och "att föreslå åtgärder för att undanröja kvarvarande diskriminering av homosexuella". Under utredningens gång tog man bland annat fram ett förslag till en antidiskrimineringslag för att skydda homosexuella från särbehandling. Utredningen ville även poängtera kommunernas ansvar att till exempel förse homosexuella med lokaler. Vidare betonades behovet av ökad information i utbildningsväsendet och i skolan.

## Historisk bakgrund
Redan på 500-talet f.Kr. skrev Sapfo (Sappho) om kärlek mellan kvinnor. Begreppen homosexualitet och bisexualitet har funnits länge men under stora delar av modern tid har det varit ett tabubelagt ämne. Under 1900-talet spreds uppfattningen att homosexualitet var en sjukdom eller någon form av defekt. Detta användes av motståndsrörelsen som ett argument för att avkriminalisera homosexualitet. Argumentet var att en sjukdom inte kan lagföras. I samband med detta bildades förbundet RFSU 1933 med avkriminaliseringen som fokus. Från år 1944 var homosexualitet inte längre straffbart men betraktades fortfarande som en sjukdom. På 40-, 50- och 60-talet var det en utbredd uppfattning att man kunde bota homosexualitet med terapi. På grund av sjukdomsstämpeln fick många homosexuella själva uppfattningen att de var sjuka. Det hände även att homosexuella låstes in på mentalsjukhus där läkarna behandlade dem med elchocker och droger för att göra dem heterosexuella. Trots att Sverige avkriminaliserade homosexualitet 1944 var det fortfarande många som inte vågade visa sin sexuella läggning öppet, eftersom det sågs som en sjukdom.
År 1950 bildades RFSL som en underorganisation till danska Forbundet af 1948. Bara ett år efter bildandet hade föreningen 500 medlemmar. Den första motionen i riksdagen som skulle stärka homosexuellas rättigheter i samhället kom från Moderaterna 1971. Motionen föreslog att homosexuella skulle ha samma åldersgräns för sexuellt umgänge som heterosexuella som var "byxmyndiga" vid 15 års ålder medan homosexuella blev det vid 18 års ålder. Motionen avstyrktes men fungerade som startskott och inspiration till framtida motioner för homosexuellas rättigheter.
År 1972 erbjöd Sverige som första land i världen könskorrigering och en ny juridisk könstillhörighet. År 1977 arrangerade RFSL den första frigörelsedagen som innefattade bland annat demonstrationer och seminarier. Samma år som Homosexutredningen tillsattes, 1978, sänktes åldersgränsen för homosexuella relationer från 18 till 15 år.
År 1973 gjorde riksdagen ett uttalande om att homosexualitet från samhällets synpunkt är fullt acceptabelt som samlevnadsform. Trots detta tvingades homosexuella även fortsättningsvis leva med en diskriminerande lagstiftning som inte tog upp homosexuell samlevnad eller utsträckte sociala förmåner och rättigheter till samboende av samma kön.
I augusti 1979 inledde HBTQ-aktivister en kampanj där de ringde Försäkringskassan och sjukskrev sig samt krävde ersättning för att vara hemma på grund av sin homosexualitet. Aktionen följdes upp genom ockupationen av Socialstyrelsen 1979. Där placerade de sig i trapphuset och krävde att få träffa generaldirektören Barbro Westerholm. Hon var nytillträdd och inte insatt i frågan, men lyssnade på ockupanterna och höll med om att det var något som inte stämde. Två månader senare togs klassificeringen som sjukdom bort.

## Homosexutredningen
Målsättningen med Homosexutredningen var att föreslå åtgärder för att stoppa diskrimineringen av homosexuella. Exempel på diskriminering var bland annat att homosexuella förhindrades att hyra bostäder eller tvingades till omplacering på sin arbetsplats. Vidare betonades vikten av att undersöka hur homosexuella själva upplevde situationen. Utöver fördomar fanns det andra aspekter som påverkade homosexuellas ställning i samhället. Det fanns till exempel inga etablerade sociala eller kulturella institutioner för homosexuella och de saknade därför något att identifiera sig med. Eftersom tystnaden kring homosexualitet var nästan total skapade detta en osäkerhet för homosexuella gällande hur samhället skulle reagera om de kom ut. Det poängterades därför att det var viktigt att människor skulle erkänna homosexualitet och homosexuella som en del av samhället för att motverka diskriminering och trakasserier. Ett mer öppet samhälle med större acceptans skulle hjälpa homosexuella att känna sig bekväma med sin läggning. Målet för Homosexutredningen blev därför att föreslå åtgärder som man trodde kunde främja denna öppenhet. Det fanns främst två vägar till detta. Den första vägen skulle ske genom lagstiftning, till exempel att förbjuda diskriminering eller att införa lagstiftning kring sådant som underlättade homosexuell samlevnad. Den andra skulle vara att sprida information och kunskap samt att skapa debatt. Detta skulle ge en korrekt bild av vad homosexualitet innebar och därmed även bidra till en mer positiv syn på homosexuella.
Efter att Homosexutredningen arbetat i sex år kom dess betänkande. Senare under hösten arrangerade RFSL studieträffar för att diskutera det man tyckte var negativt respektive positivt med betänkandet. Stig-Åke Petersson, kursledare och förbundsordförande för RFSL, uttalade sig om detta till Göteborgs-Posten 17 september 1984:
"Det är viktigt att föra ut budskapet till våra medlemmar och skapa handlingsberedskap."
Petersson var själv aktiv i Homosexutredningen som expert och arbetade med den så kallade informella delen vilket berörde homosexualitet i vardagen, fördomar och samhällets tystnad. Petersson menade att det under Homosexutredningens pågående arbete bara skedde marginella förändringar beträffande samhällets inställning till homosexualitet. Han sade att människor började förstå att det inte var fint att ha fördomar men att det var långt ifrån detsamma som att acceptera homosexuella. Petersson poängterade utvecklingen mot ett allt mer polariserat samhälle när det gällde homosexfrågan. Tidigare var ämnet väldigt tabubelagt, men detta minskade i samband med ökad information kring ämnet samtidigt som detta bidrog till starka motreaktioner från till exempel olika religiösa grupper. Han menade att det var viktigt att avdramatisera homosexualitet samt att göra sig av med diskrimineringen som fanns kvar.
Homosexutredningen föreslog att homosexuella skulle omfattas av paragrafen om hets mot folkgrupp i brottsbalken och tryckfrihetsförordningen. Regeringen avslog förslaget och motiverade detta med att det kunde innebära att vissa religiösa skrifter skulle kunna falla in under straffbestämmelsen.
Under homosexuella frigörelseveckan (som sedan blev Stockholm Pride) sommaren 1984 kunde Homosexutredningen lägga fram sina förslag för att undanröja kvarvarande diskrimineringar i den svenska lagstiftningen. Homosexutredningen kan sammanfattas i tre centrala delar: lagstiftningsfrågor, informella diskrimineringsfrågor och en sociologisk undersökning. Under arbetets gång gick man detaljerat igenom vad som skulle föreslås i varje del. Något som var återkommande var frågan om vad det svenska samhället var redo för. En av de viktigaste frågorna i utredningen var det familjerättsliga. Det diskuterades om man skulle föreslå en ny äktenskapslag, registrerat partnerskap eller en ny sambolag. Inom utredningen fanns det olika åsikter angående vad man skulle föreslå, men det man var överens om var att hetero- och homopar skulle behandlas lika i lagstiftningen. För att få tydlighet i frågan skrevs ett PM gällande de tre alternativen som skickades ut på internremiss. Förslaget om en äktenskapslag skapade stora reaktioner och många blev upprörda.[källa behövs] Man drog därmed slutsatsen att samhället inte var redo för äktenskap mellan homosexuella. Därför avfärdades det första förslaget, äktenskapslagen. Senare avfärdades även förslaget om registrerat partnerskap. Homosexutredningens förslag blev istället en sambolagstiftning. Utredningen diskuterade dessutom införandet av ett diskrimineringsförbud mot homosexuella i grundlagen. Kritikerna till detta menade att homosexuella på detta sätt kunde gå "bakvägen" och kräva sin rätt till samkönat äktenskap genom att stödja sig på diskrimineringsförbudet. Att det aldrig infördes ett diskrimineringsförbud i grundlagen tolkades av bland andra Stig-Åke Persson som ett tillkortakommande för utredningen. När Socialstyrelsens remissvar presenterades placerade sig återigen ett tjugotal från HBT-rörelsen i myndighetens trappa. De menade att Socialstyrelsen slog ned på alla positiva förslag, bland annat ett diskrimineringsförbud.

## Efterspel
Sverige var relativt tidigt med att friskförklara homosexualitet om man jämför med andra länder. Till exempel legaliserade Storbritannien homosexualitet först 1994 efter press från HBTQ-rörelsen, Brasilien gjorde det 1999 och Kina 2001. Däremot dröjde det till 2009 innan transvestitism inte längre klassades som en sjukdom.
Det som Homosexutredningen lyckades få igenom efter remissbehandlingen var sambolagstiftningen, lagstiftning om olaga diskriminering i brottsbalken samt att förolämpningsbrott mot homosexuella skulle ligga under allmänt åtal. På lagstiftningsmässig nivå har utredningens förslag numera genomförts. Bland annat kom Partnerskapslagen 1995, rätt till adoptionsprövning 2003 samt könsneutralt äktenskap 2009. Stig-Åke Petersson menade (2009) att det mesta som har med lagstiftningar att göra var genomfört, men att det fortfarande fanns mycket att göra när det gäller attityder gentemot homosexuella och andra hbtq-personer.

## Reaktioner
På 1980-talet pågick stora diskussioner angående Homosexutredningen. Bland annat ansåg dåvarande KDS (nuvarande Kristdemokraterna) att utredningen förenklade bilden av homosexualitet för att gynna utredningens syfte. KDS kunde inte acceptera att homosexuella äktenskap skulle likställas med heterosexuella. Partiet skrev 1981: 
"Vi menar att familjen är samhällets fundamentala förutsättning, basen för samhällsgemenskapen, vars ursprung finns nedlagd i människonaturen."
 I ett remissyttrande avstyrkte KDS samtliga förslag om att lösa den juridiska situationen för homosexuella samboende. Detta var bland annat på grund av "det låga antalet varaktiga förbindelser". I biskopsmötets utredning De homosexuella och kyrkan sades det att "det är realistiskt att räkna med stora yttre svårigheter vid förverkligandet av en bestående homosexuell förbindelse, eftersom den hittills inte haft vare sig samhällets eller kyrkans stöd". Då hade det länge pågått en debatt om homosexualitet inom Svenska kyrkan. År 1951 hade Svenska kyrkan uttalat sig om homosexualitet i det så kallade biskopsbrevet, där man sade att homosexuella handlingar är ett brott mot Guds ord och att homosexuella personer inte bör utöva yrken där de kan påverka eller förföra ungdomar. Efter ett biskopsmöte 1985 presenterade ärkebiskopen Bertil Werkström sitt remissvar på Homosexutredningen. Han avslutade med: 
"Givetvis är vi alla, liksom betänkandet, emot diskriminering av homosexuella, där också Kyrkan har syndat."
Homosexutredningen är ett resultat av den kamp som den homosexuella medborgarrättsrörelsen fört sedan 1950-talet. Denna kamp mot diskriminering har ofta stött på motstånd och kritik från delar av samhället.
| ”                               | En antidiskrimineringslag leder inte i sig till en positivare syn, men den kan stimulera till debatt och på lång sikt påverka folks attityder | „ |
| – Stefan Johansson, RFSL, 1984. | |   |